# Podłopień
Podłopień (do 1965 Jasna Podłopień) – wieś w Polsce położona w województwie małopolskim, w powiecie limanowskim, w gminie Tymbark.
W latach 1954–1960 wieś należała i była siedzibą władz gromady Jasna Podłopień, po jej zniesieniu w gromadzie Tymbark. W latach 1975–1998 miejscowość administracyjnie należała do województwa nowosądeckiego.

## Położenie
Miejscowość położona jest pomiędzy Tymbarkiem a Dobrą. Zajmuje dość rozległe dno doliny rzeki Łososina oraz stoki Łopienia i Stroni. Przez miejscowość przechodzi droga krajowa nr 28 oraz dwie lokalne drogi: z Tymbarku do Dobrej i z Podłopienia do Jodłownika. Zabudowania Podłopienia położone są na wysokości ok. 400–600 m n.p.m. Wieś jest największa pod względem powierzchni w całej gminie.

## Historia
Początkowo na tym terenie znajdowały się dwie osobne wsie: Jasna i Podłopień, które następnie połączyły się w jedną, zwaną Jasna Podłopień. Zarządzeniem nr 63 Prezesa Rady Ministrów Józefa Cyrankiewicza z dnia 27 listopada 1965 nazwa miejscowości została zmieniona z „Jasna Podłopień” na „Podłopień”.
W 1984 biskup Jerzy Ablewicz erygował w Podłopieniu samodzielną parafię pw. Miłosierdzia Bożego, wydzielając ją z parafii w Tymbarku. W latach 1985–1991 w centrum wsi wybudowano kościół parafialny.